# Стуреборг (пароход)
SS  Stureborg  — шведское грузовое судно, получившее известность в оккупированной странами Оси Греции, после рейсов с гуманитарными грузами Международного Красного Креста во время великого голода в годы Второй мировой войны.
Судно было потоплено итальянской авиацией 9 июля 1942 года в Средиземном море, к юго-западу от Кипра,в ходе своего рейса в балласте из Пирея в Хайфу, под загрузку зерном.

## Предыстория
В период Второй мировой войны Швеция оставалась нейтральной страной. 
Однако шведский торговый флот понёс значительные потери. 
Согласно историку А. Валлдену, были потоплены до 200 торговых судов под шведским флагом, погибли до 2 тысяч шведских моряков:190.
Зафрахтованные союзниками шведские суда были потоплены авиацией и флотами стран Оси, в то время как зафрахтованные немцами шведские суда были потоплены британской и советской авиацией и флотом. 
Отдельно выделяются шведские суда зафрахтованные Международным Красным Крестом для доставки продовольствия голодающей Греции и подвергшиеся атаке, по ошибке или нет, авиацией стран Оси и союзников. 
Три из них («Stureborg», «Eros», «Fouja») были потоплены, два («Camellia», «Wiril») подверглись атаке но выжили:190. 
Наибольшую известность получило потопление S/S Stureborg

## Пароход
Пароход был построен по заказу шведских судовладельцев в Сандерленде, Англия в 1883 году:192. 
Историк А. Валлден указывает цифру 2300 тонн в качестве его водоизмещения. Не исключено, что речь идёт о тоннаже, но советская газета “Красный флот” от 18 июля 1942 года, в заметке о гибели парохода, указывает тоннаж 1584. 
В начале 1942 года пароход был зафрахтован Международным Красным Крестом для перевозки гуманитарных грузов в оккупированную силами Оси Грецию, где с осени 1941 года начался Великий голод.

## Великий голод
С мая 1941 года Управление военной экономики Вермахта конфисковало все располагаемые в Греции важные продовольственные товары для отправки в Третий рейх.
В нарушение правил о конфискациях в оккупированной стране согласно Гаагской конвенции 1907 года, оккупационные власти рассматривали большинство продуктов как военные трофеи.
Для выкупа (практически конфискации) продовольствия был использован также насильственный заём, подписанный Банком Германии и Банком Греции.
Заём не погашен Германией по сегодняшний день.
Но и займа для оккупантов было мало, и они приступили к массовому печатанию денег, что позволяло скупать продовольствие, но одновременно обваливало греческую драхму.
Пресса США писала в эти дни, что и «самые славные подвиги Аль Капоне блёкнут перед этим методом».
В целом, защита финансовых структур оккупированных стран и сохранение минимальных запасов продовольствия для выживания населения не были приоритетом Рейха.
Приоритетом была поддержка военной машины и победа Германии в войне, что было несовместимо с гуманитарными потребностями. Конфискованные запасы направлялись для содержания армии и населения Третьего рейха. Г Геринга заявлял:

Мне безразлично, когда мне говорят, что люди в зоне вашей ответственности умирают от голода. Оставьте их умирать, если таким образом не умирает от голода ни один немец.

В сентябре 1941 года, когда вырисовывались первые признаки голода, правительство Рейха заявляло:

… более экстренной является поддержка продовольствием Бельгии и, может быть, Голландии и Норвегии, в свете наших военных усилий, нежели поддержка Греции.

Часть ответственности за гуманитарную катастрофу в Греции лежит на английском правительстве, установившем морскую блокаду страны. Это лишило Грецию снабжения основными продуктами питания. Ситуация усугубилась в холодную первую зиму оккупации 1941—1942.
Голод поразил в основном Афины, Пирей, Фессалоники, и острова Сирос и Хиос. Бо́льшую часть умерших составляли безработные, пенсионеры и государственные служащие.
Жители свыклись с картинами смерти на улицах. В своих мемуарах шведский дипломат Поль Мон так описывал греческую столицу:

Город представляет собой отчаянное зрелище. Голодные мужчины, со впавшими щеками, с трудом передвигаются по улицам. Дети, с пепельными лицами и тонкими, как у пауков, ногами, сражаются с собаками у куч мусора. Когда осенью 1941 года начались холода, люди падали на улицах от истощения. В зимние месяцы этого года я каждое утро спотыкался о трупы. В разных кварталах Афин были организованы временные хранилища умерших. Грузовики мэрии совершали каждый день свой круг, чтобы собрать умерших. На кладбищах их сваливали одного на другого. Почитание покойных, так глубоко укоренившееся у греков, притупилось.

Согласно консервативным данным оккупационных властей, наблюдался взрыв смертности в зиму 1941—1942: число смертей в ноябре 1941 года выросло по отношению к тому же периоду 1931—1940 годов в четыре раза, число смертей в период январь-март выросло в шесть раз. Масштабы гуманитарной катастрофы были ещё более драматичными, поскольку информация о большом числе умерших не доводилась до сведения оккупационных властей. Многие смерти скрывались родственниками намеренно, дабы использовать купоны общественного питания.
Синонимом голода стала мука из всевозможных косточек, поедались ежи, мулы и черепахи.
Согласно подконтрольным нацистам источникам того периода, голод стал причиной смерти 70,000 человек. Согласно британскому историку Марку Мазоверу число умерших от голода превышает 300 000 человек.
Би-би-си в передачах начала 1942 года вела речь о 500.000 умерших от голода греках.

### Снятие английской блокады
Объясняя свои действия, англичане аргументировали их той же Гаагской конвенцией 1907 года, согласно которой ответственность за продовольственную обстановку в оккупированной стране возлагается на оккупационные власти. 
Немцы отвечали, что морская блокада противоречит международному праву.
Единственное судно с зерном посланное в Грецию немцами было потоплено англичанами.
В то же время солдаты разгромлённого британского корпуса, укрывавшиеся греческим населением, питались за счёт его скудных остатков продовольствия.
В октябре 1941 года немцы предоставили Международному Красному Кресту гарантии, что если организация доставит продовольствие населению, оно не будет конфисковано и что его распределение останется за Красным Крестом.
В том что касается действий эмиграционного греческого правительства, Р. Лимниу пишет, что из бездействия его вывело письмо архиепископа Дамаскина.
Архиепископ писал, что «если мы не предпримем меры, мы потеряем всё. Народ обращается к коммунизму», указывая, что спасением народа от голода были заняты только греческие коммунисты.
После демарша эмиграционного правительства, Международный Красный Крест пришёл к соглашению с оккупационными властями.

### Начало поставок продовольствия
Было получено разрешение на ввоз в страну 50 тыс. тонн зерна из соседней и номинально нейтральной Турции. Зерно оплачивалось вывезенным из Греции золотом и деньгами собранными греческой диаспорой.
В январе 1942 года закупка зерна в Турции стала невозможна, в силу объявленной мобилизации и запретов наложенных турецкой армией на вывоз продовольствия.
Гуманитарную помощь первоначально доставлял только пароход «Куртулуш» под нейтральным турецким флагом. Эта помощь оказывалась «Греко-американской инициативой» и «Греческим союзом Константинополя» и была скорее символической, нежели существенной. Пароход выполнил всего 4 рейса, доставив в общей сложности 6,735 тонн продовольствия.
В ходе пятого рейса, 20 февраля 1942, Kurtuluş налетел на скалы в Мраморном море и затонул.

## Белый флот
В дальнейшем была достигнута договорённость между воюющими сторонами, и был образован шведско-швейцарский комитет, который начал раздавать продовольствие в Греции.
Грузы с продовольствием шведско-швейцарский комитета Красного Креста начали поступать с лета 1942 года.
Это было в основном результатом действий правительства США, которые частично объяснялись давлением греко-американского лобби.
Значительную роль в этом сыграли бывший президент Герберт Гувер и GWRA (Greek War Relief Associatiion).
Суда принявшие участие в поставках продовольствия Красного Креста получили имя «Белый флот», в силу того что они были покрашены в белый цвет, с нанесёнными по бортам 2 большими красными крестами.
Первым стал «Radmanso», который с грузом из Хайфы нарушил блокаду 11/3/1942, затем «Sicilia», вышедший из Нью-Йорка 28/3/1942 с 2.288 тонн зерна на борту, затем шведские «Hallaren», «Camellia», «Akka», «Wiril» и «Stureborg».

## Гибель «Стуреборга»
«Стуреборг» в конце июня 1942 года пришёл в Пирей с грузом зерна из Александрии. Сразу после выгрузки, судно вышло в балласте за новым грузом зерна, на этот раз в Хайфу. 
Как и все суда зафрахтованные Красным Крестом, «Стуреборг» находился под постоянной угрозой в Средиземном море и пытался поддерживать радиосвязь с воюющими странами, чтобы не подвергнуться нападению. По бортам судна были нанесены большие красные кресты и он нёс нейтральный шведский флаг. 
Экипаж парохода, вместе с капитаном Перссоном (John M. Persson), насчитывал 20 человек: 16 шведов, 3 португальца и 1 египтянин. На борту находился также представитель швейцарского Красного Креста.
Утром 9 июня 1942 года, к юго западу от острова Кипр, S/S Stureborg подвергся атаке итальянского бомбардировщика-торпедоносца Капрони 313. 
Несмотря на то что судно шло в балласте в светлое время суток, в противоположном от театра военных действий направлении, с видимыми знаками Красного Креста на бортах и под нейтральным флагом, судно подверглось бомбардировке и торпедированию. 
Единственная выпущенная по судну торпеда поразила «Стуреборг» в миделе, в результате чего взорвались оба судовых котла.
Судно разломилось на две части и затонуло почти сразу, через одну минуту<:192. 
Из 21 человек на борту, первоначально выжили 10 человек, включая капитана. Эти 10 человек расположились на плоту, который согласно циркуляру шведского морского министерства располагал минимальным запасом воды и продовольствия на неделю, но для вдвое меньшего числа людей. 
Плот медленно дрейфовал к побережью Палестины в течение почти трёх недель. По мере того как заканчивалась вода и продукты, и под палящим летним средиземноморским солнцем, люди на плоту умирали один за другим. 
Последними в живых оставались капитан и португалец кочегар Алморел (Antonio Almorel). Капитан умер почти у берегов Палестины. 
Судьба S/S Stureborgs осталась бы неизвестной, если бы 28 июня (через 19 дней после торпедирования судна) у побережья Газы не был обнаружен португальский моряк лежащий почти мёртвым на плоту (по версии Валлдена, плот с Алморелом был выброшен на берег, португалец сумел пройти пару километров и был подобран «почти мёртвым» бедуинами<:192. 
После оказания медицинской помощи, португалец смог свидетельствовать о судьбе парохода и его экипажа.

## Последствия
А. Валлден отмечает, что в отличие от других подобных случаев, итальянская авиация почти сразу признала бомбардировку и торпедирование S/S Stureborg ошибкой и выразило Швеции своё сожаление. Итальянские пилоты объясняли ошибку плохой видимостью. 
Ещё в ходе войны, итальянское правительство выразило своё намерение выплатить компенсацию шведским судовладельцам за судно, а также денежную компенсацию семьям погибших моряков. Уже после войны, в 1949 году, правительство Альчиде Де Гаспери выплатило компенсацию судовладельцам и семьям погибших моряков на сумму в 1.278 тысяч шведских крон:193.

## Память
На кладбище города Ландскруна, воздвигнут мемориал погибшим морякам «Стуреборга»